# Oratoire de Brompton
L'Oratoire de Brompton, ou  parfois « Oratoire de Londres », de son nom complet église du Cœur-Immaculé-de-Marie, est une église catholique située à Londres, dans Brompton Road, South Kensington. Fondé en 1848 par Frederick William Faber, théologien anglican converti au catholicisme et reçu au sein de la congrégation de l'Oratoire, c'est un haut lieu de la vie catholique traditionnelle à Londres. Les messes sont célébrées en latin, principalement dans la forme ordinaire du rite romain (dite « messe de Paul VI »). Une messe est dite chaque jour dans la forme extraordinaire du même rite (dite « messe de saint Pie V », selon le missel de Jean XXIII). L'Oratoire est réputé pour la qualité liturgique des offices qui y sont célébrés.

## Histoire
Construit à la fin du XIXe siècle dans un style néo-baroque, l'édifice fut consacré en 1884. Il appartient à la congrégation de l'Oratoire. Il est également connu pour ses concerts d'orgue et pour sa chorale.
Avant l'achèvement de la cathédrale de Westminster (1903), l'Oratoire était l'église catholique la plus vaste de Londres. Ce fut ici qu'eurent lieu les funérailles du cardinal Manning, archevêque catholique de Londres, en 1892.
Une statue du cardinal Newman orne la façade.
Plusieurs personnalités s'y sont mariées : Stéphane Mallarmé (1863), Edward Elgar et Caroline Alice Roberts (1889) ou Alfred Hitchcock, qui y épousa Alma Reville en 1926.

## Galerie

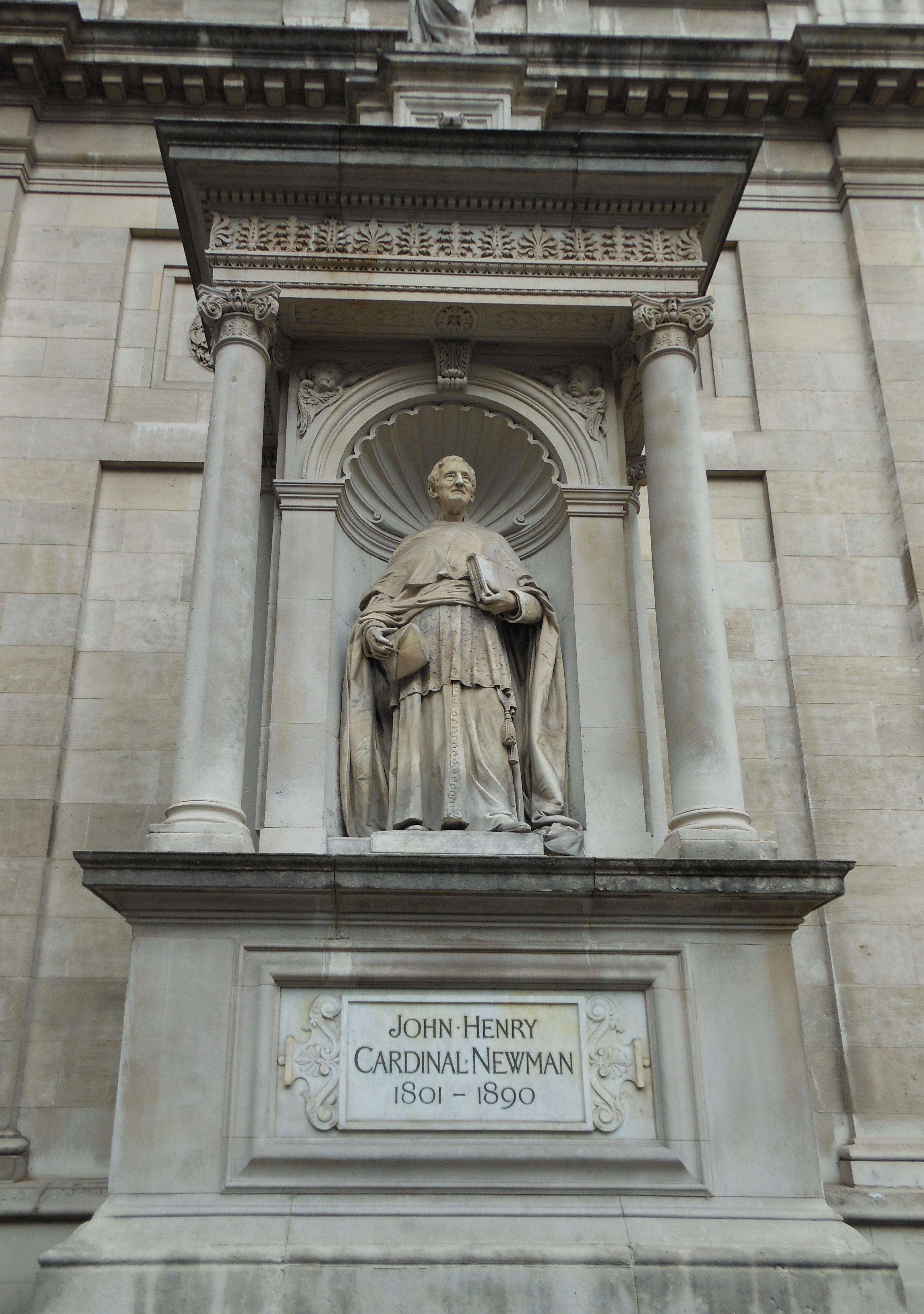
Statue du cardinal Newman à l'extérieur de l'église.
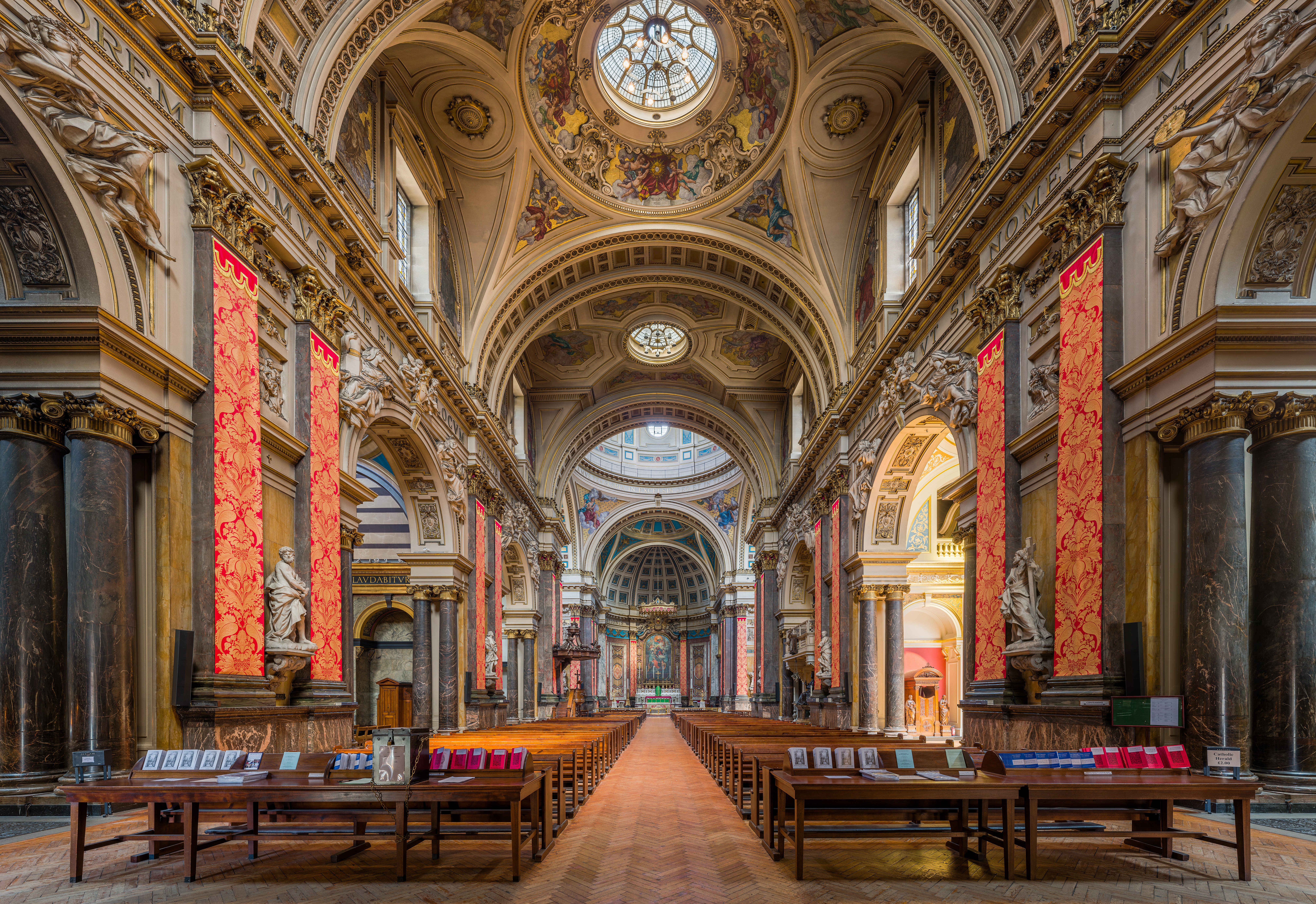
La nef centrale vers la chœur.
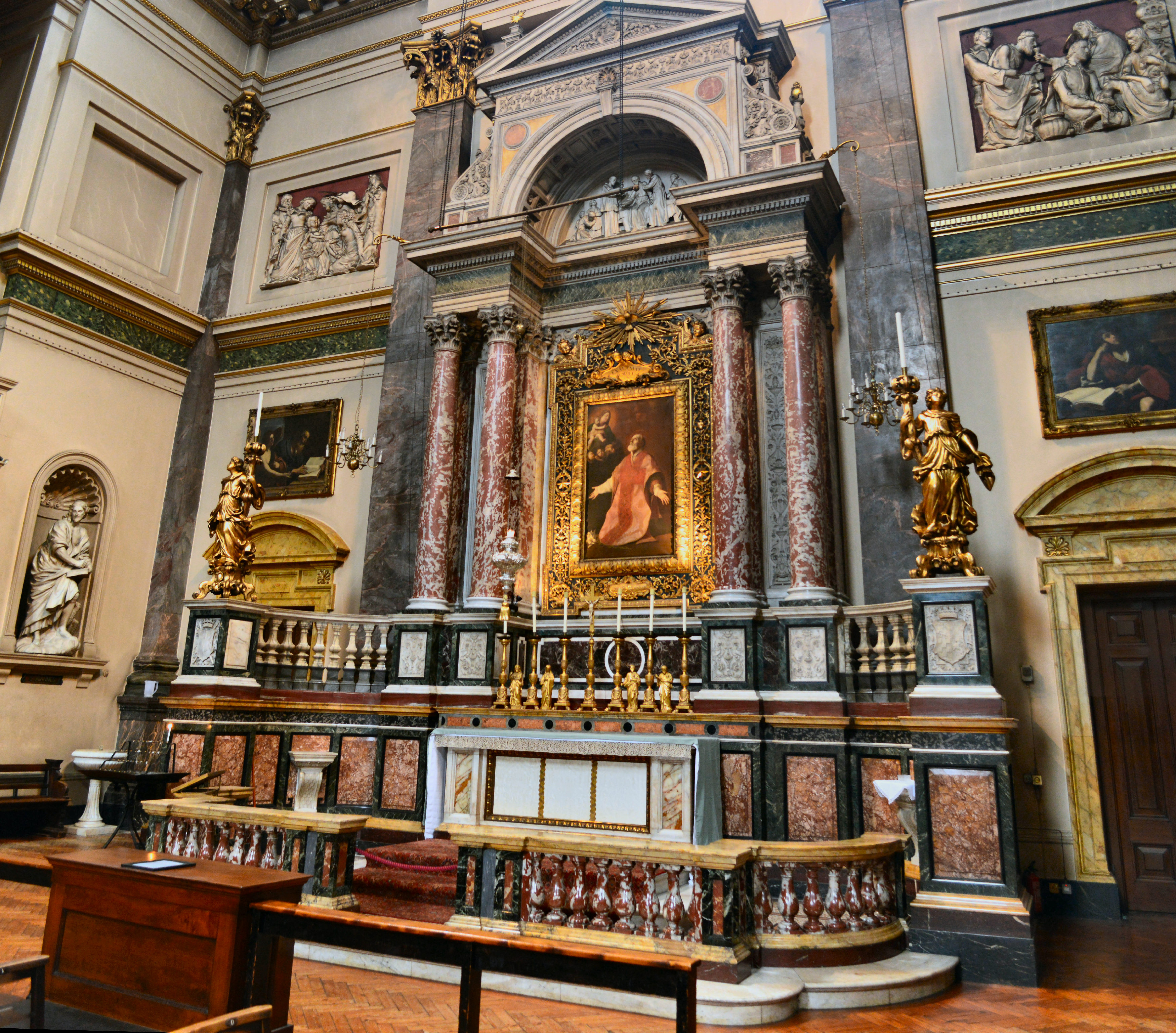
La chapelle Saint-Philippe-Néri.